# 馬詰柳太郎
馬詰 柳太郎（まづめ りゅうたろう、弘化元年（1844年） - ?）は、新選組隊士。美男五人衆の一人。名は信十郎とも。
中国地方出身といわれ、文久3年（1863年）9月以前に、父・馬詰柳元斎と共に新選組に入隊。芹沢鴨暗殺の日でもある同年9月18日（16日とも）、新選組隊士達が島原へ遊興しに行った際には、屯所で留守番をしていた。
美男で有名だった。女好きだったが気が弱く、仲間の隊士達と飲みに行くこともできなかった。
近所の郷士・南部亀二郎家の子守女と仲が良かったことから、「南部の子守のお腹がふくれた、タネは誰だろ、馬詰のせがれに聞いてみろ聞いてみろ」とからかわれた。そのため馬詰親子は居辛くなって、ある夜（池田屋事件の当日とも）に新選組を脱走した。
なお、父・柳元斎は45,6歳で、書が上手い一方、刀の差し方などまるで知らず、隊士達によく使い走りをさせられていたといわれる。